# Sphaeropauropus convolvolutus
Sphaeropauropus convolvolutus är en mångfotingart som beskrevs av Ulf Scheller 1995. Sphaeropauropus convolvolutus ingår i släktet Sphaeropauropus och familjen Sphaeropauropodidae. Inga underarter finns listade i Catalogue of Life.